# Кройтер, Дмитрий
Дмитрий Кройтер (18 февраля 1993, Нерюнгри, Россия) — израильский легкоатлет (прыжки в высоту), чемпион Израиля 2009 года, победитель молодёжного чемпионата мира в 2009 году, чемпион юношеских Олимпийских игр 2010 года.

## Биография
Дмитрий Кройтер родился 18 февраля 1993 года в России. В 1999 году вместе с матерью репатриировался в Израиль. С 14 лет принимает участие в чемпионатах Израиля, в 2009 году становится чемпионом Израиля с результатом 2,19 метра. В том же году побеждает в молодёжном чемпионате мира, проводившемся в Италии, с результатом 2,20 метра, тем самым став первым израильским спортсменом, победившим в чемпионате такого рода.
Дмитрий Кройтер учился в школе Шевах-Мофет, Тель-Авив.
В 2010 году на юношеских Олимпийских играх в Сингапуре становится чемпионом с результатом 2,19 метра.
Помимо прыжков в высоту, Кройтер принимает участие в соревнованиях по прыжкам в длину с личным результатом 7,30 метра, и в тройном прыжке с результатом 15,41 метра, что является израильским рекордом среди легкоатлетов до 18 лет.
В 2015 году окончил службу в Армии обороны Израиля.
В 2016 году представлял Израиль на летних Олимпийских играх 2016.